# No Need for Alarm
No Need For Alarm, é o segundo álbum de estúdio do rapper, Del The Funky Homosapien, lançado em 1993 pela Elektra Records.

## Músicas
| You're In Shambles     | 3:27 |
| Catch A Bad One        | 3:47 |
| Wack M.C.'s            | 3:36 |
| No Need For Alarm      | 3:28 |
| Boo Boo Heads          | 4:37 |
| Treats For The Kiddies | 3:59 |
| Worldwide              | 3:23 |
| No More Worries        | 3:27 |
| Wrong Place            | 4:37 |
| In And Out             | 3:44 |
| Don't Forget           | 4:38 |
| Miles To Go            | 3:08 |
| Check It Ooout         | 5:09 |
| Thank Youse            | 3:07 |